# Diözese von Weliko Tarnowo

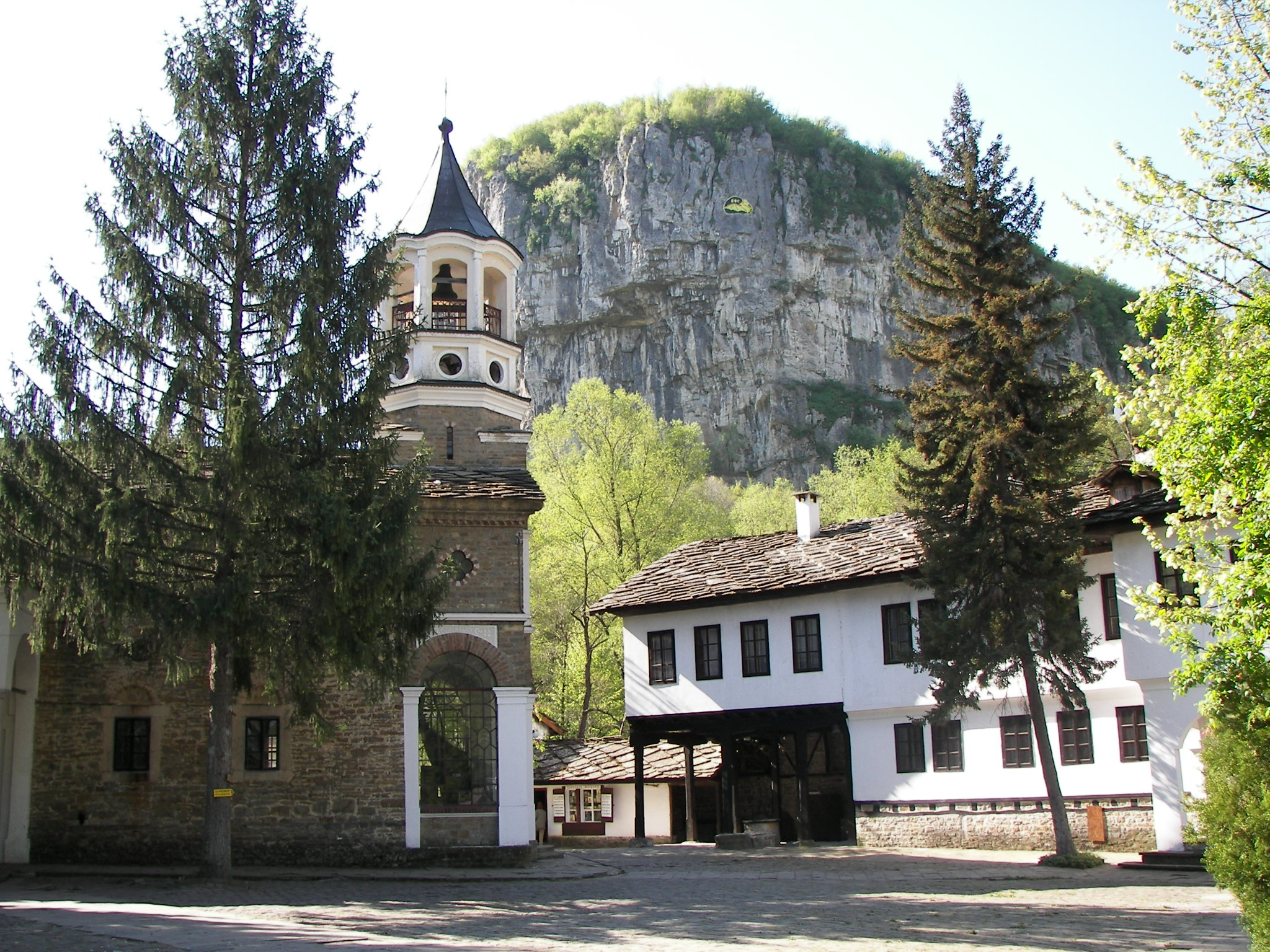
Die Klosterkirche des Klosters Drjanowo

Die Diözese Weliko Tarnowo (bulgarisch Великотърновска епархия) ist eine Eparchie (Diözese) der Bulgarisch-Orthodoxen Kirche. Die Diözese Weliko Tarnowo ist heute eine der größten in Bulgarien und teilt sich in neun Okolii (Bezirke) auf: Weliko Tarnowo, Swischtow, Nikopol, Gorna Orjachowiza, Gabrowo, Elena, Sewliewo, Drjanowo, Trjawna und Pawlikeni. Zentrum der Diözese ist die mittelalterliche Hauptstadt Bulgariens, Weliko Tarnowo. In der Diözese leben über 600.000 Menschen, und es existieren ca. 450 Gotteshäuser und 20 Klöster.

## Leitende Geistliche
- Metropolit Ilarion Makariopolski (1872–1875)
- Metropolit Kliment Drumew (1884–1901)
- Metropolit Anthim Kantschew (1901–1914)
- Metropolit Josef Rafailow (1914–1918)
- Metropolit Filip Pentschew (1920–1935)
- Metropolit Sofronij Tschawdarow (1935–1961)
- Metropolit Stefan Stajkow (1962–1992)
- Metropolit Grigorij Stefanow (1994–)

## Wichtige Kirchenbauten
- Kloster Drjanowo
- Kloster Kilifarewo
- Kloster Sokolski

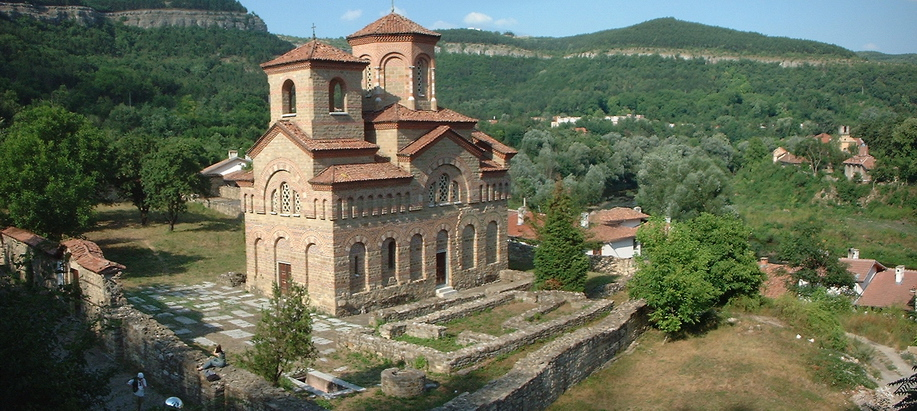
Die Sweti-Dimitar-Kirche in Weliko Tarnowo

- Das Patriarchenkloster „Heilige Dreifaltigkeit“ in Weliko Tarnowo
- Das Kloster Heiligen Vierzig Märtyrer in Weliko Tarnowo
- Die Sweti-Dimitar-Kirche in Weliko Tarnowo